# Quercus coccinea
Quercus coccinea o roure escarlata americà és una espècie de roure que pertany a la família de les fagàcies oriünd del centre i est d'Amèrica del Nord. El roure escarlata americà pot confondre amb el roure palustre americà, el roure blanc americà, o ocasionalment, el roure pirinenc americà. El roure palustre americà, però, és identificat correctament com a Quercus palustris. Al roure escarlata americà els pits entre els lòbuls tenen forma de "C" en comparació amb el roure palustre americà (Q. palustris), que té pits en forma de "U" i els fruits són més petits, d'1,2 cm només i globulars en lloc de aovades.

## Descripció
És un arbre caducifoli de mida mitjana a gran, ja que creix fins a 20-30 m d'alt amb una capçada oberta i arrodonida. Les fulles són d'un verd brillant, 7-17 cm de llarg i 8-13 cm d'ample, lobulades, amb set lòbuls, i profunds pits entre els lòbuls. Cada lòbul té 3-7 dents. La fulla no té pèl, a diferència del seu parent el roure palustre americà.

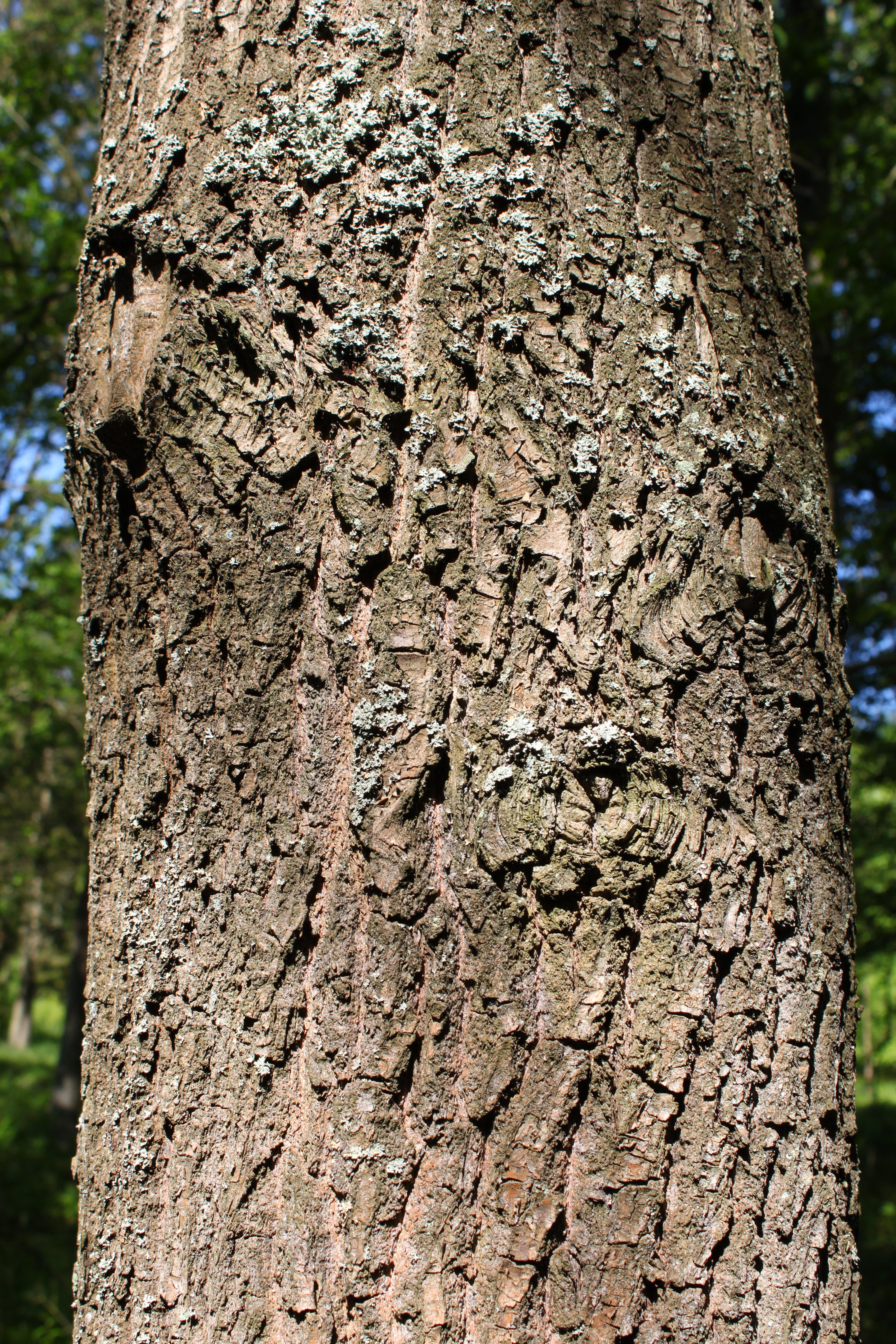
Escorça
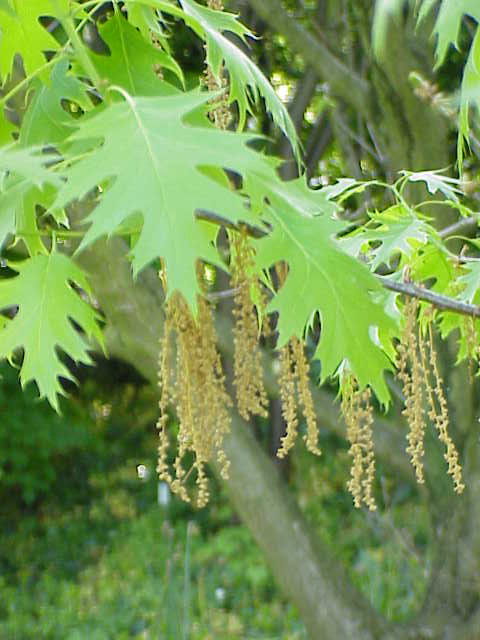
Fulles a la primavera.

## Distribució i hàbitat
El roure escarlata americà és originari de l'Est dels Estats Units, des de la part meridional de Maine cap a l'oest d'Oklahoma, i cap al sud fins a la part meridional d'Alabama. És també originària de l'extrem sud d'Ontario, Canadà. Prefereix els sòls secs, arenosos, normalment àcids.

## Taxonomia
Quercus coccinea va ser descrita per Otto von Münchhausen i publicat a Der Hausvater 5(1): 254, l'any 1770.
Etimologia
Quercus: nom genèric del llatí que designava igualment al roure i a l'alzina.
coccinea: epítet llatí que significa "de color escarlata".
Sinonímia
- Quercus acuta Raf.
- Quercus palustris Regel ex-A.DC.
- Quercus rubra var. coccinea (Münchh.) Aiton[5][6]

## Usos
El roure escarlata americà sovint es planta com un arbre ornamental, popular a la tardor pel seu brillant vermell. La fusta, generalment, es ven com a roure pirinenc vermell americà, però és d'inferior qualitat, una mica més dèbil i no és un arbre tan gran.